# جون دايموند (طبيب نفسي)
جون دايموند (بالإنجليزية: John Diamond)‏ هو طبيب نفسي أسترالي، ولد في 9 أغسطس 1934.